# Ernst Stern
Ernst Eduard Stern (Amsterdam, 23 juli 1926 – aldaar, 1 maart 2007) was een Nederlands predikant en theoloog. Hij is vooral bekend vanwege de verbinding die hij legde tussen de christelijke filosofie en de mensenrechten. Hij was een van de oprichters van de Liga voor de Rechten van de Mens.

## Biografie
De moeder van Stern, Hendrika (Riek) B. Stern-Frank, was concertzangeres en zanglerares. Zijn vader, Jacobus (Jaap) Stern, was haar leerling geweest, en was vaak werkloos. De familie woonde een tijd in het doopsgezinde Broederschapshuis in Bilthoven. Zijn ouders waren bevriend met Clara Meijer-Wichmann en Kees Boeke.
Na het gymnasium doorlopen te hebben begon Stern in 1947 met een studie theologie aan de Universiteit van Amsterdam. In dat jaar werd hij ook lid van de Nederlandse Hervormde Kerk. Hij behaalde zijn doctoraalexamen theologie in 1968 en promoveerde in 1973 op een proefschrift over staatsgeweld.
Van 1957 tot 1969 was Stern dominee in Sas van Gent. In 1969 keerde hij terug naar Amsterdam, waar hij als predikant beroepen was om algemeen secretaris te worden van de Hervormde Jeugdraad Amsterdam. Vanaf 1978 ging hij in deze stad tevens voor in De Duif, een oecumenische gemeente, aangesloten bij de Basisbeweging Nederland. Voor de kerk was hij bovendien actief binnen de Wereldraad van Kerken.
Op 21 september 1954 trouwde hij met Eveline Egidia Romana Dooyeweerd, dochter van de gereformeerde filosoof Herman Dooyeweerd. Dit huwelijk duurde tot januari 1979. Het paar had drie kinderen.
Stern behoorde tot de linkervleugel van de Nederlandse Hervormde Kerk, samen met zijn vriend Bert ter Schegget. Behalve door zijn schoonvader Dooyeweerd was hij sterk beïnvloed door de filosofie van René Girard. De traditionele interpretatie van het zoenoffer van Christus zag hij als geworteld in heidense mensenoffers, en wees hij daarom af, evenals de met hem bevriende gereformeerde theoloog Herman Wiersinga. Hij beschouwde de traditionele offergedachte als een bron van geweld, en pleitte in plaats daarvan ervoor dat de mensen zich zouden opofferen in het bestrijden van het geweld en het ijveren voor de mensenrechten.
Hij was actief binnen de Pacifistisch Socialistische Partij. Aan het begin van de jaren 60 was het secretariaat van de PSP-afdeling Terneuzen gevestigd in zijn woonhuis. Ook verrichtte hij activiteiten voor Amnesty International. Verder schreef hij veel artikelen, onder andere in de tijdschriften Militia Christi, Philosophia Reformata, In de Waagschaal, Radikaal, Vredesopbouw, Voorlopig en Tijd en Taak. Van het tijdschrift Militia Christi was hij tevens redactielid.
Op 14 april 1982 richtte hij samen met Pieter Glebbeek en Jacob Hubert Smeets de Liga voor de Rechten van de Mens op. Informeel bestond deze organisatie echter al in de jaren 70. Binnen de Nederlandse Hervormde Kerk stuitten zijn denkbeelden op weerstand. Toen hij als secretaris van de Hervormde Jeugdraad samenwerking zocht met het Nederlands Palestina Komitee, werd hij per 1 januari 1986 uit zijn ambt gezet. Daarop richtte hij zich meer op zijn werk voor de Liga voor de Rechten van de Mens.
Na zijn overlijden in 2007 liet hij 7,38 meter archief na. Dit wordt bewaard in het Historisch Documentatiecentrum voor het Nederlands Protestantisme (1800-heden). Enkele delen zijn overgebracht naar Aletta, instituut voor vrouwengeschiedenis, en naar de universiteitsbibliotheek van de Vrije Universiteit Amsterdam.